# Arnoseris minima
Arnoseris minima és una planta herbàcia asteràcia i l'única espècie del gènere Arnoseris. Es troba a l'oest i al centre d'Europa. És una planta anual amb fulles basals en roseta, i moltes tiges que aguanten capítols solitaris grocs de 7–11 mm de diàmetre. Flors ligulades. Floreix de juny a agost.

## Sinònims
- Lapsana pusilla 'Willd. [1803, Sp. Pl., 3 (3) : 1623] [nom. illeg.]
- Lapsana minima (L.) All. [1785, Fl. Pedem., 1 : 206]
- Lapsana gracilis Lam. [1779, Fl. Fr., 2 : 101] [nom. illeg.]
- Hyoseris minima L. [1753, Sp. Pl., éd. 1 : 809]
- Hyoseris exigua Salisb. [1796, Prodr. : 182] [nom. illeg.]
- Arnoseris pusilla Gaertn. [1791, Fruct. Sem. Pl., 2 : 355] [nom. illeg.]
- Arnoseris clavata Bubani[2]

## Publicacions
1. Fernald, M. 1950. Manual (ed. 8) i–lxiv, 1–1632. American Book Co., New York.

1. Flora of North America Editorial Committee, e. 2006. Magnoliophyta: Asteridae, part 6: Asteraceae, part 1. 19: i–xxiv. In Fl. N. Amer.. Oxford University Press, Nova York.
2. Gleason, H. A. 1968. The Sympetalous Dicotyledoneae. vol. 3. 596 pp. In H. A. Gleason Ill. Fl. N. U.S. (ed. 3). New York Botanical Garden, New York.
3. Gleason, H. A. & A. J. Cronquist. 1991. Man. Vasc. Pl. N.E. U.S. (ed. 2) i–910. New York Botanical Garden, Bronx.
4. Scoggan, H. J. 1979. Dicotyledoneae (Loasaceae to Compositae). Part 4. 1117–1711 pp. In Fl. Canada. National Museums of Canada, Ottawa.
5. Voss, E. G. 1996. Michigan Flora, Part III: Dicots (Pyrolaceae-Compositae). Cranbrook Inst. of Science, Ann Arbor.